# European Information Technologies Certification Institute
Das European Information Technologies Certification Institute (EITCI) ist eine internationale Non-profit Organisation mit Hauptsitz in Brüssel, Belgien. Sie hat das primäre Ziel, durch das Schaffen von Standards für die Zertifizierung von Wissen und Fertigkeiten im Bereich der Informations- und Kommunikationstechnik im Einklang mit den Richtlinien der Europäischen Kommission, die digitale Kompetenz zu fördern und die digitale Kluft zu schließen. Das EITCI ist keine offizielle EU‑Organisation.

## Zertifizierungsstandards für Wissen und Fertigkeiten
EITCI sorgt für die kontinuierliche Entwicklung, Steuerung und Zertifizierung der folgenden Zertifizierungsstandards für professionelle IKT-Kenntnisse und -Fähigkeiten:
- European Information Technologies Certification (EITC) Programm – bietet die Zertifizierung von Kenntnissen und Fähigkeiten von Einzelpersonen in engen, spezialisierten Einzelfachbereichen der IKT wie Office-Software, computergestütztes Projektmanagement, Online-Kollaborationssysteme, Verarbeitung von Rastergrafiken.
- European Information Technologies Certification Academy (EITCA) Programm – bietet eine Zertifizierung der Kenntnisse und Fähigkeiten von Einzelpersonen in breiter angelegten IKT-Fachgebieten wie Computergrafik, Informationssicherheit usw. Die EITCA-Programme, auch EITCA Academies genannt, umfassen ausgewählte Gruppen von mehreren bis über ein Dutzend einzelner EITC-Programme, die zusammen einen bestimmten Qualifikationsbereich abdecken.